# Околишу Мик (Хунедоара)
Околишу Мик (рум. Ocolișu Mic) насеље је у Румунији у округу Хунедоара у општини Ораштиоара де Сус. Oпштина се налази на надморској висини од 352 m.

## Становништво
Према подацима из 2002. године у насељу је живело 439 становника, од којих су сви румунске националности.